# Battaglia di Gammelsdorf
La battaglia di Gammelsdorf (in tedesco: Schlacht von Gammelsdorf) fu una battaglia avvenuta il 9 novembre 1313 a Gammelsdorf, nell'Alta Baviera, in Germania, dove si scontrarono l'esercito del casato di Wittelsbach guidato da Ludovico il Bavaro e le forze degli Asburgo con a capo Federico il Bello.
Dopo la morte dei principi della dinastia Wittelsbach, Stefano I e Ottone III, in Baviera ci fu una disputa dinastica.
Ludovico il Barbaro, dopo aver occupato militarmente le due più importanti città della Baviera, Landshut e Straubing, non volle riconoscere la successione al potere dei due figli minorenni dei duchi. Le vedove dei duchi non accettarono la situazione e decisero allora di chiedere aiuto al cugino Federico I d'Austria, nonostante che nel decennio precedente la bassa Baviera avesse combattuto duramente contro l'Austria per la sovranità di quelle terre per le risorse economiche.
Nell'autunno del 1313 il conflitto si intensificò e il risultato fu la decisiva battaglia avvenuta a Gammelsdorf il 9 novembre 1313 tra Baviera ed Austria.
Alla fine della giornata la battaglia terminò e risultò vincitore Ludovico, mentre la controparte subì una grave sconfitta militare: Federico fu quindi costretto a rinunciare alla tutela sui figli dei duchi della Bassa Baviera e ci fu una battuta d'arresto sulla politica espansionistica asburgica in Baviera per un lungo periodo di tempo.
Per commemorare la vittoria di Ludovico di Baviera, nell'anno 1842 fu eretta a Gammelsdorf una colonna in stile gotico. Le vetrate della chiesa parrocchiale di San Vito a Gammelsdorf, installate nel 1880 - 1881, raffigurano scene dalla battaglia di Gammelsdorf e gli stemmi delle città bavaresi le cui forze furono impegnate nella battaglia.